# Loddon
Loddon is een civil parish in het bestuurlijke gebied South Norfolk, in het Engelse graafschap Norfolk met 2648 inwoners. Ligt bij River Chet